# Rio Faria-Timbó
O Rio Faria-Timbó é um rio da cidade do Rio de Janeiro, no estado do Rio de Janeiro, no Brasil. Surge da confluência entre os completamente poluídos Rio Faria e Rio Timbó, nas proximidades do bairro de Inhaúma.
Desde 1990, as enchentes afetam a população que vive em suas margens, tendo grande impacto na saúde local. Deságua no Canal do Cunha.
No dia 3 de outubro de 2017, foi lançado um curta-metragem educativo sobre o rio, intitulado "É Rio ou Valão?".